# إليوت إم. براكستون
إليوت إم. براكستون هو محامي وسياسي أمريكي، ولد في 8 أكتوبر 1823 في Mathews, Virginia ‏ في الولايات المتحدة، وتوفي في 2 أكتوبر 1891 في فريدريكسبيورغ في الولايات المتحدة. نشط حزبياً في الحزب الديمقراطي. وقد انتخب عضو مجلس نواب الولايات المتحدة عن ولاية فرجينيا ‏ وانتخب عضو مجلس ولاية فرجينيا ‏ وانتخب عضو مجلس النواب الأمريكي ‏.